# Ménil-Hermei
Ménil-Hermei – miejscowość i gmina we Francji, w regionie Normandia, w departamencie Orne.
Według danych na rok 1990 gminę zamieszkiwało 176 osób, a gęstość zaludnienia wynosiła 27 osób/km² (wśród 1815 gmin Dolnej Normandii Ménil-Hermei plasuje się na 710 miejscu pod względem liczby ludności, natomiast pod względem powierzchni na miejscu 758).